# (3013) Dobrovoleva
(3013) Dobrovoleva (1979 SD7) – planetoida z grupy pasa głównego asteroid okrążająca Słońce w ciągu 3,63 lat w średniej odległości 2,36 j.a. Odkryta 23 września 1979 roku.